# Peter Lengsfeld
Peter Lengsfeld (* 15. Januar 1930 in Breslau; † 25. Mai 2009 in Kirchzarten) war ein deutscher katholischer Theologe, Universitätsprofessor und Zen-Lehrer.

## Leben
Peter Lengsfeld, Sohn des Kinderarztes Walter Lengsfeld in Breslau, besuchte dort bis 1945 das Magdalenäum. Nach der Flucht mit seiner Mutter und vier jüngeren Geschwistern aus der damaligen Ostzone nach Westdeutschland machte er 1949 das Abitur in Amberg/Oberpfalz. Nach zwei Semestern an der Philosophisch-Theologischen Hochschule Königstein studierte er ab 1950 bis 1956 als Alumnus des Collegium Germanicum in Rom Theologie, wo er 1955 zum Priester geweiht wurde. Weitere Studien im Priesterkolleg Campo Santo Teutonico schloss er 1958 mit der Promotion ab. Nachdem er drei Jahre als Kaplan in Berlin-Kreuzberg wirkte, stellte Kardinal Döpfner ihn für die theologische Wissenschaft frei. Als Hans Küng nach Tübingen berufen wurde, berief Hermann Volk Lengsfeld 1961 nach Münster. Ab 1962 wurde Lengsfeld wissenschaftlicher Assistent am Ökumenischen Institut der Westfälischen Wilhelms-Universität. Nachdem Professor Volk, bei dem Lengsfeld die Habilitationsschrift begann, zum Bischof von Mainz berufen wurde, betreute diese Prof. Joseph Ratzinger (2005–2013 Papst Benedikt XVI.), der sie auch positiv begutachtete. 1964 habilitierte Lengsfeld mit seiner Arbeit Adam und Christus. Die Adam-Christus-Typologie im Neuen Testament und ihre dogmatische Verwendung bei M. J. Scheeben und K. Barth für Dogmatik und Ökumenische Theologie als ordentlicher Professor für Ökumenische Theologie (als Nachfolger von Erwin Iserloh). Zugleich wurde er zum Direktor des Katholischen Ökumenischen Instituts ernannt. 1992 emeritierte er.
Als Ratzinger 1966 nach Tübingen umzog, übernahm Lengsfeld seine Wohnung in Münster. Später hintertrieb Ratzinger die wissenschaftliche Karriere Lengsfelds.

Schon auf dem Breslauer Magdalenäum hatte Lengsfeld mit einem evangelischen Klassenkameraden, dessen Vater Richard Laabs Direktor des lutherischen Predigerseminars in Breslau war, den Lutherkatechismus mit dem Katholischen Katechismus Seite für Seite verglichen. 

„Dabei kam 'raus, dass wir einander näher waren als gedacht.“

 (Zitat: Lengsfeld).

## Leistungen
Lengsfeld zählte zu den markantesten Persönlichkeiten der ökumenischen Forschung. Bereits mit seiner Doktorarbeit über das Problem von Schrift und Tradition erwarb er sich internationale und interkonfessionelle Anerkennung, die ihm auch einen frühen Ruf an den einzigen Lehrstuhl für ökumenische Theologie im deutschen Sprachraum verschaffte. Er arbeitete zunächst vor allem über die evangelische Theologie des 20. Jahrhunderts, besonders mit Paul Tillich, Karl Barth und Rudolf Bultmann. Somit entstanden 1973 das Memorandum zur Reform und Anerkennung der Ämter und später ein Gutachten zur Reform des Papsttums als wichtige Impulse, die aber wenig beachtet wurden.
In einer zweiten Phase wandte sich Lengsfeld dem Versuch zu, eine umfassende Theorie ökumenischer Prozesse unter Einschluss sozialwissenschaftlicher Erkenntnisse zu entwickeln. In diesem Zusammenhang stieß er schließlich auf die Einsicht der fundamentalen Bedeutung von Spiritualität und Meditation für die interkonfessionelle und interreligiöse Begegnung, die fortan seine Arbeit und sein Leben bestimmte.
Er hielt sich nun häufiger in Japan auf und wurde Schüler von Yamada Ko-un Rōshi aus Kamakura, dem damaligen Abt der Sanbo-Kyodan-Zen-Linie. Von diesem erhielt er 1988 die Bestätigung als Zen-Lehrer. Ab 1992 widmete er sich ganz dieser neuen Aufgabe. Von 1994 bis 1999 war er spiritueller Leiter des Sonnenhofs, einem Meditationszentrum für Zen und Kontemplation in der Nähe von Schönau im Schwarzwald. Dort hielt er auch in den folgenden Jahren die meisten seiner Meditationskurse. Während der Jahre als Zen-Lehrer übersetzte er die für die Zen-Schulung wichtigen Koan-Sammlungen Mumonkan und Hekiganroku mit den Kommentaren seines Lehrers Yamada Koun Rōshi ins Deutsche. Darüber hinaus publizierte er Aufsätze zum Thema Kontemplation, Zen und Mystik und fungierte als Herausgeber der Festschrift zum 80. Geburtstag des Benediktinermönches Willigis Jäger Mystik – Spiritualität der Zukunft.

## Publikationen

### Peter Lengsfeld
- Überlieferung. Tradition und Schrift in der evangelischen und katholischen Theologie der Gegenwart. Paderborn 1960.
- Adam und Christus. Die Adam-Christus-Typologie im Neuen Testament und ihre dogmatische Verwendung bei M. J. Scheeben und K. Barth. Essen 1965.
- Das Problem Mischehe. Einer Lösung entgegen. In: Kleine ökumenische Schriften. Band 3. Freiburg 1970.
- Ökumenische Theologie. Ein Arbeitsbuch. Kohlhammer Stuttgart 1980, ISBN=3-17-005416-3
- Ökumenische Praxis. Erfahrungen und Probleme konfessionsverschiedener Ehepartner. Kohlhammer, Stuttgart 1984, ISBN 3-17-008356-2.
- Zum tieferen Sinn von Religion. Religionsgespräche in Asien und anderswo. Via Nova 1993, ISBN 3-928632-06-X.
- Mystik – Spiritualität der Zukunft. Erfahrung des Ewigen. Herder Freiburg 2005, ISBN=3-451-28573-8
- Ein neuer Schwerpunkt, in: Wie Zen mein Christsein verändert. Hrsg.: Michael Seitlinger, Jutta Höchst-Stöhr. Herder, Freiburg 2004, ISBN 3-451-05499-X.
- Kontemplation, in: Spirituell leben. 111 Inspirationen von Achtsamkeit bis Zufall. Hrsg.: Gabriele Hartlieb, Christoph Quarch, Bernardin Schellenberger. Herder, Freiburg 2002, ISBN 3-451-27904-5.

### Yamada Ko-un Rōshi
- Mumonkan. Zen-Meister Mumons Koan-Sammlung. Die torlose Schranke. Kösel, 1989, ISBN 3-466-20308-2.
- Peter Lengsfeld (Hrsg.): Die Niederschrift vom blauen Fels - Hekiganroku. Die klassische Koansammlung mit neuen Teishos. Kösel, 2002, ISBN 978-3-466-36593-7.